# Rytidostylis brevisetosa
Rytidostylis brevisetosa là một loài thực vật có hoa trong họ Cucurbitaceae. Loài này được Steyerm. miêu tả khoa học đầu tiên năm 1965.